# Denia Caballero
Denia Caballero (Caibarién, 13 januari 1990) is een Cubaanse discuswerpster.  Ze nam tweemaal deel aan de Olympische Spelen en won hierbij een gouden en een bronzen medaille. Ze werd eenmaal wereldkampioene in het discuswerpen.

## Loopbaan
In 2011 nam Caballero een eerste keer deel aan de WK atletiek. In de finale eindigde ze op de negende plaats met een worp van 60,73 m. Datzelfde jaar won Caballero de gouden medaille op de Centraal-Amerikaanse en Caraïbische kampioenschappen in Mayagüez. Op de Pan-Amerikaanse Spelen 2011 behaalde ze de bronzen medaille. In 2012 nam Caballero een eerste keer deel aan de Olympische Zomerspelen. In de kwalificaties van het discuswerpen eindigde Caballero op de 27e plaats waarmee ze zich niet kon kwalificeren voor de finale.
Na een gouden medaille op de Centraal-Amerikaanse en Caraïbische Spelen in 2014 beleefde Caballero in 2015 een topjaar: naast winst op de Pan-Amerikaanse Spelen 2015 werd ze ook voor de eerste keer wereldkampioene. Op de  Wereldkampioenschappen atletiek 2015 won ze het discuswerpen voor Sandra Perković en Nadine Müller. In 2016 nam Caballero een tweede keer deel aan de Olympische Spelen. In de finale behaalde Caballero de bronzen medaille, achter olympisch kampioene Sandra Perković en Mélina Robert-Michon.

## Titels
- Wereldkampioene discuswerpen - 2015
- Centraal-Amerikaans en Caraïbisch kampioene discuswerpen - 2011

## Persoonlijke records
| onderdeel      | prestatie | datum           | plaats |
| -------------- | --------- | --------------- | ------ |
| discuswerpen   | 70,65 m   | 20 juni 2015    | Bilbao |
| kogelslingeren | 64,32 m   | 8 februari 2008 | Havana |

## Palmares

### discuswerpen
- 2011:  Centraal-Amerikaanse en Caraïbische kamp. - 62,06 m
- 2011: 9e WK - 60,73 m
- 2011:  Pan-Amerikaanse Spelen - 58,63 m
- 2012: 27e OS - 58,78 m
- 2013: 8e WK - 62,80 m
- 2014:  Centraal-Amerikaanse en Caraïbische Spelen - 64,47 m
- 2015:  Pan-Amerikaanse Spelen - 65,39 m
- 2015:  WK - 69,28 m
- 2016:  OS - 65,34 m
- 2017: 5e WK - 64,37 m
- 2018:  Centraal-Amerikaanse en Caraïbische Spelen - 65,10 m